# باشگاه فوتبال نیوکسل یونایتد
باشگاه فوتبال نیوکسل یونایتد (به انگلیسی: Newcastle United Football Club) یک باشگاه فوتبال حرفه‌ای انگلیسی، مستقر در شهر نیوکسل است که در لیگ برتر، بالاترین سطح از فوتبال انگلستان بازی می‌کند. این باشگاه در تاریخ ۹ دسامبر ۱۸۹۲، با ادغام نیوکسل ایست اِند و نیوکسل وست اِند ایجاد شد. ورزشگاه سنت جیمز پارک در مرکز شهر، میزبان بازی‌های خانگی این تیم است.

## تاریخچه

### ۱۹۰۳–۱۸۸۱: شکل‌گیری و تاریخ اولیه
۳ مارس ۱۸۷۷، تاریخی است که اولین بازی فوتبال در تاین‌ساید در باشگاه راگبی الزویک برگزار شد. در اواخر همان سال، اولین باشگاه فوتبال نیوکاسل با نام اتحادیه تاین تشکیل شد. برای یافتن خاستگاه خود باشگاه فوتبال نیوکاسل یونایتد باید به نوامبر ۱۸۸۱ بازگشت، زمانی که باشگاه کریکت استنلی در منطقه بایکر، یک باشگاه فوتبال را پایه‌گذاری کرد. در اکتبر ۱۸۸۲ و برای جلوگیری از سردرگمی با یک باشگاه کریکت در استنلی، نام این تیم فوتبال را به «باشگاه فوتبال نیوکاسل ایست اِند» تغییر دادند. مدت کوتاهی بعد، این تیم با «باشگاه فوتبال روزوود» از منطقه بایکر ادغام شد. در سال ۱۸۸۶، این باشگاه از منطقه بایکر به هیتون نقل مکان کرد. در اوت ۱۸۸۲، باشگاه کریکت وست اِند، تیم فوتبالش را با نام «باشگاه فوتبال نیوکاسل وست اِند» شکل داد و در مه ۱۸۸۶ به سنت جیمز پارک نقل مکان کرد. در فصل ۱۸۸۹ از لیگ شمالی، این دو باشگاه نیوکاسل رقیب یکدیگر شدند. مارس بعد، ایست اند با تبدیل شدن به یک شرکت محدود، قدم در مسیر حرفه‌ای شدن گذاشت. در سوی دیگر، اما وست اِند با مشکل مالی جدی مواجه بود و با هدف تصاحب به ایست اند نزدیک شد. سرانجام وست اند منحل شد و تعدادی از بازیکنان و کارکنانش به ایست اند پیوستند و عملاً دو باشگاه با هم ادغام شدند. در مه ۱۸۹۲، نیوکاسل ایست اند، حق اجازه سنت جیمز پارک را برای خود کرد.
از آنجا که تنها باشگاه برتر نیوکاسل بودند، حمایت کامل فوتبال‌دوستان شهر را داشتند و مسیر پیشرفت برایشان هموار بود. علیرغم اینکه با درخواستشان برای ورود به دسته اول فصل ۹۳–۱۸۹۲ مخالفت شد، اما از آنها دعوت کردند تا در دسته دوم لیگ فوتبال بازی کنند. دسته دوم خالی از نام‌های بزرگ بود و به همین سبب، نیوکاسل این پیشنهاد را رد کرد و در لیگ شمال ماند و اظهار داشت که «درآمدها، به پای هزینه‌های سنگین سفر نمی‌رسد». در تلاش برای جذب جمعیت بزرگتر هواداران، نیوکاسل ایست اند تصمیم گرفت تا با انتخاب نامی جدید، ادغام دو باشگاه نیوکاسل را رسمی کند. باشگاه فوتبال نیوکاسل، نیوکاسل رنجرز، نیوکاسل سیتی و سیتی آو نیوکاسل از نام‌های پیشنهادی بودند. اما در ۹ دسامبر ۱۸۹۲، نام «نیوکاسل یونایتد» برگزیده شد تا نمایانگر اتحاد دو تیم باشد. در ۲۲ دسامبر، اتحادیه فوتبال این تغییر نام را پذیرفت، اما تا ۶ سپتامبر ۱۸۹۵ باشگاه از نظر قانونی به عنوان شرکت محدود باشگاه فوتبال نیوکاسل یونایتد ثبت نشد. در شروع فصل ۹۴–۱۸۹۳، بار دیگر با ورودشان به دسته اول مخالفت شد و به دنبال آن، نیوکاسل یونایتد به همراه لیورپول و وولویچ آرسنال به دسته دوم لیگ فوتبال پیوست. در سپتامبر اولین بازی رسمی‌شان در این دسته، مقابل وولویچ آرسنال برگزار شد و نتیجه، تساوی ۲–۲ بود.
تعداد تماشاگران همچنان کم بود و باشگاهِ خشمگین، بیانیه‌ای منتشر کرد و در آن اظهار داشت: «مردم نیوکاسل تا آنجا که به فوتبال حرفه‌ای مربوط می‌شود، شایسته توجه نیستند». با این حال، در فصل ۹۶–۱۸۹۵ و زمانی که ۱۴۰۰۰ هوادار به استقبال بازی تیمشان مقابل بری رفتند، آمار تماشاگران افزایش یافت. در آن سال، فرانک وات دفتردار باشگاه شد و نقشی اساسی در صعود تیم به دسته اول لیگ فوتبال برای فصل ۹۹–۱۸۹۸ داشت. نیوکاسل اولین فصلش در دسته اول را با شکست ۴–۲ خانگی مقابل ولورهمپتون آغار کرد و در جایگاه سیزدهم پایان داد.

### ۱۹۳۷–۱۹۰۳: اولین سال‌های افتخار و سال‌های جنگ

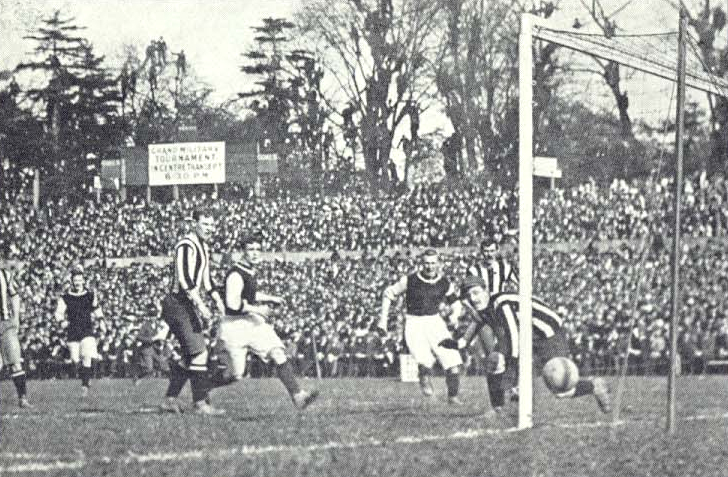
یکی از دو گل هری همپتون از استون ویلا در فینال جام حذفی ۱۹۰۵

در فصل ۰۴–۱۹۰۳، باشگاه تیمی امیدبخش از بازیکنان را تشکیل داد و تقریباً یک دهه بر فوتبال انگلیس سلطه یافت. تیمی که به دلیل «بازی هنرمندانه، ترکیب کار تیمی و پاسکاری‌های کوتاه و سریع» شهرت داشت. پیتر مک‌ویلیام، مدافع تیم در آن زمان، مدت‌ها پس از بازنشستگی‌اش گفت: «نیوکاسل دهه ۱۹۰۰، در مصاف با هر تیم مدرنی، بازی را با دو گل آغاز می‌کرد و شکستشان می‌داد، و حتی بیشتر از آن، با گل‌های پی‌درپی شکستشان می‌داد». در طول دهه ۱۹۰۰، نیوکاسل سه بار قهرمان لیگ شد؛ در فصل‌های ۰۵–۱۹۰۴، ۰۷–۱۹۰۶ و ۰۹–۱۹۰۸. در فصل ۰۵–۱۹۰۴، تا کسب دوگانه فاصله‌ای نداشتند، اما فینال جام حذفی را به استون ویلا باختند. در فینال‌های ۱۹۰۶ و ۱۹۰۸ از جام حذفی، اورتون و ولورهمپتون فرصت قهرمانی را از آنها گرفتند، اما سرانجام در سال ۱۹۱۰ و با غلبه بر بارنزلی در فینال، طلسم قهرمانی در جام حذفی شکسته شد. تجربه پنجمین فینال حذفی در سال بعد با شکست مقابل بردفورد سیتی به یک نایب قهرمانی دیگر ختم شد.
در سال ۱۹۲۴، ورزشگاه ومبلی میزبان ششمین فینال جام حذفی نیوکاسل بود که با شکست ۲–۰ استون ویلا، به کسب دومین جامشان در رقابت‌های حذفی ختم شد. سه سال بعد در فصل ۲۷–۱۹۲۶، چهارمین قهرمانی دسته اول را به دست آوردند و هیو گلکر، یکی از بهترین گلزنان تاریخ باشگاه، کاپیتان تیم بود. دیگر بازیکنان کلیدی در این دوره نیل هریس، استن سیمور و فرانک هادسپت بودند. در سال ۱۹۳۰ نیوکاسل به یک‌قدمی سقوط رسید و در پایان فصل، گلکر باشگاه را به مقصد چلسی ترک کرد. در همان زمان، اندی کانینگهام سرمربی تیم شد. فصل ۳۲–۱۹۳۱، فصل سومین قهرمانی در جام حذفی بود، اما دو سال بعد در اتفاقی غیرمنتظره، نیوکاسل پس از ۳۵ فصل حضور در سطح برتر فوتبال انگلستان به دسته دوم سقوط کرد. کانینگهام استعفاء داد و تام ماتر سرپرستی آن تیم سقوط‌کرده را بر عهده گرفت.

### ۱۹۶۹–۱۹۳۷: موفقیت‌های دوران پسا جنگ

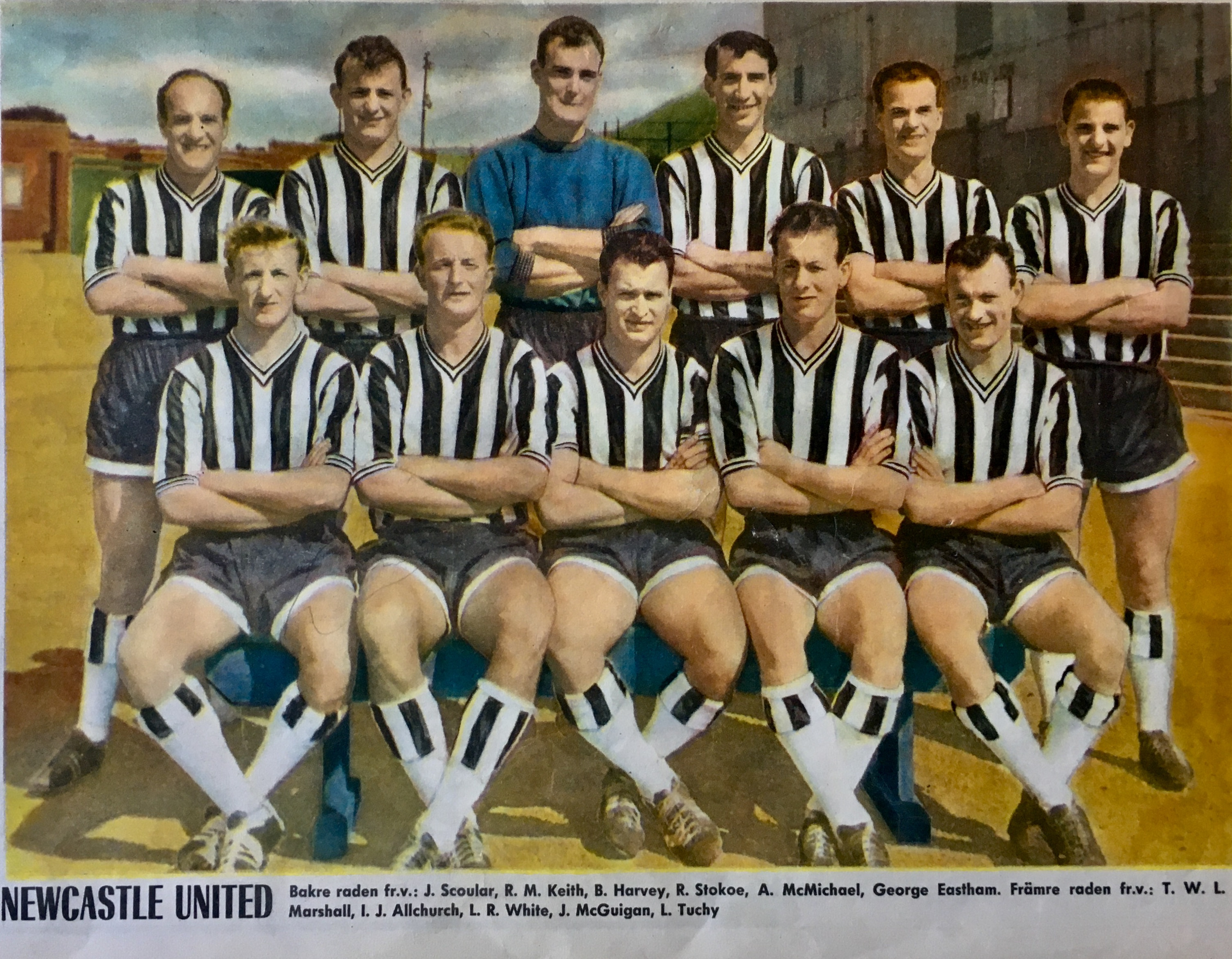
نیوکاسل یونایتد در سال ۱۹۶۰. از چپ به راستایستاده: جیمز «جیمی» اسکولار، ریچارد متیوسون «دیک» کیث، برایان هاروی (دروازه‌بان)، باب استوکی، الف مک‌مایکل و جرج ایست‌همنشسته: تری مارشال، ایور الچرچ، لن وایت، جان مک‌گیگان و لیام تویی.

دسته دوم لیگ فوتبال، رقابتی دشوار بود و در فصل ۳۸–۱۹۳۷، نیوکاسل تا یک قدمی سقوط رفت، اما به لطف تفاضل گل بهتر در امان ماند. آغاز جنگ جهانی دوم در سال ۱۹۳۹، فرصتی شد تا نیوکاسل خود را احیا کند. در دوران جنگ، جکی میلبرن، تامی واکر و بابی کاول را به خدمت گرفتند و سرانجام در پایان فصل ۴۸–۱۹۴۷ به دسته اول ارتقا یافتند. در طول دهه ۱۹۵۰، نیوکاسل در طی پنج سال به سه فینال جام حذفی رسید و بلکپول را در فینال ۱۹۵۱، آرسنال را در فینال ۱۹۵۲ و منچستر سیتی را در فینال ۱۹۵۵ شکست داد و قهرمان هر سه شد. اگرچه، پس از آخرین قهرمانی، بذر افول دیگری در باشگاه ریشه دواند و تحت هدایت چارلی میتن در پایان فصل ۶۱–۱۹۶۰ به دسته دوم سقوط کردند. پس از یک فصل حضور در لیگ دسته دوم، میتن اخراج و بازیکن سابق تیم، جو هاروی جایگزینش شد. با هاروی در پایان فصل ۶۵–۱۹۶۴، قهرمان دسته دوم شدند و به دسته اول برگشتند. پس از عملکردی خوب در فصل ۶۸–۱۹۶۷، هاروی باشگاه را به اولین مسابقات اروپایی‌اش رساند و سال بعد در فینال سال ۱۹۶۹ از رقابت‌های اینتر-سیتیز فیرز کاپ با پیروزی ۶–۲ در مجموع دو بازی رفت و برگشت مقابل اویپشت مجارستان، اولین جام اروپایی را برای نیوکاسل به ارمغان آورد.

### ۱۹۹۲–۱۹۶۹: صعود و سقوط میان دو دسته
هاروی در تابستان ۱۹۷۱، مالکوم مک‌دونالد مهاجم را با مبلغ ۱۸۰٬۰۰۰ پوند (معادل ۲٬۲۶۵٬۰۰۰ پوند در سال ۲۰۲۱) به نیوکاسل آورد که رکوردی در تاریخ باشگاه بود. او گلزنی استثنائی بود که نیوکاسل را به فینال جام حذفی ۱۹۷۴ در ومبلی رساند، اگرچه دیگر تیم فینالیست، لیورپول، با سه گل از آنها پذیرایی کرد و نایب قهرمانی، ثمره نهایی عملکردشان بود. این باشگاه همچنین در جام تکساکو در سال‌های ۱۹۷۴ و ۱۹۷۵ قهرمان شد. هاروی در سال ۱۹۷۵ باشگاه را ترک کرد و گوردون لی جایگزینش شد. لی تیم را تا فینال جام اتحادیه سال ۱۹۷۶ هدایت کرد، اما نتوانست حریف منچستر سیتی شود و جام را به تاین‌ساید بازگرداند. با این حال، او مک‌دونالد را در پایان فصل به آرسنال فروخت، تصمیمی که بعدها مک‌دونالد درباره‌اش گفت: «من نیوکاسل را دوست داشتم، تا آنکه گوردون لی هدایت تیم را بر عهده گرفت». در سال ۱۹۷۷، لی راهی اورتون شد و ریچارد دینیس به جای او نشست.
نیوکاسل در پایان فصل ۷۸–۱۹۷۷ یک بار دیگر به دسته دوم سقوط کرد. بیل مک‌گری جای دینیس را گرفت و سپس آرتور کاکس به جای او آمد. کاکس در پایان فصل ۸۴–۱۹۸۳ نیوکاسل را به دسته اول بازگرداند، با بازیکنانی چون پیتر بیردزلی، کریس وادل و کاپیتان سابق انگلیس، کوین کیگان که نقطه اتکای تیم بود. با این حال، با کمبود بودجه، کاکس باشگاه را به قصد داربی کَونتی ترک کرد و کیگان بازنشسته شد. با وجود مربیانی چون جک چارلتون و سپس ویلی مک‌فول، نیوکاسل در سطح اول فوتبال انگلستان باقی ماند تا آنکه بازیکنان کلیدی تیم، وادل، بیردزلی و پل گسکوین فروخته شدند و نیوکاسل بار دیگر در سال ۱۹۸۹ سقوط کرد. مک‌فول اخراج و جیم اسمیت جایگزینش شد که دوران مربیگری‌اش سه سال دوام داشت و در شروع فصل ۹۲–۱۹۹۱، هیئت مدیره اسوالدو آردیلس را به جای او آورد.
جان هال در سال ۱۹۹۲ ریاست باشگاه را بر عهده گرفت و کیگان را جایگزین آردیلس کرد که توانست تیم را از سقوط به دسته سوم نجات دهد. بودجه بیشتری برای خرید بازیکنان در اختیار کیگان قرار گرفت و او نیز راب لی، پل بریس‌ول و بری ونیسون را به تیمش آورد. در پایان فصل ۹۳–۱۹۹۲، نیوکاسل قهرمان دسته اول شد و به استقبال دسته تازه‌تأسیس لیگ برتر رفت.

### ۲۰۰۷–۱۹۹۲: به سوی لیگ برتر

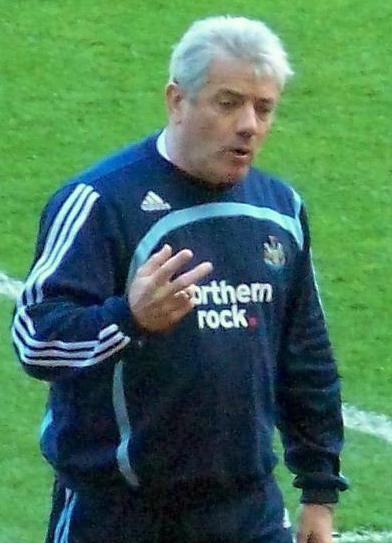
کوین کیگان (تصویری از دوران دوم مربیگری او در نیوکاسل، ۲۰۰۸) در سال‌های ۱۹۹۲ تا ۱۹۹۷، او سبب صعود نیوکاسل شد، تیم را به لیگ قهرمانان اروپا رساند و نیوکاسل را به یکی از بزرگ‌ترین باشگاه‌های انگلستان تبدیل کرد، اگرچه، قهرمانی لیگ را به دست نیاورد.

نیوکاسل در پایان اولین فصلش در لیگ برتر، جایگاه سوم را به خود اختصاص داد که بالاترین رتبه لیگ آنها از سال ۱۹۲۷ بود. فلسفه هجومی کیگان باعث شد تا اسکای اسپورتس تیمش را «سرگرم‌کننده» عنوان دهد.
در سال‌های ۹۶–۱۹۹۵ و ۹۷–۱۹۹۶، کیگان نیوکاسل را به دو نایب قهرمانی متوالی در لیگ رساند. در آن فصل اول تا قهرمانی فاصله‌ای نداشتند و در هفته سی‌وششم در یک بازی که اغلب با عنوان «بهترین بازی تاریخ لیگ برتر» از آن یاد می‌شود، ۴–۳ به میزبانش لیورپول باخت. با گل چهارم لیورپول در دقیقه ۴+۹۰، کیگان از شدت ناراحتی بر روی تابلوی تبلیغاتی افتاد. موفقیت تیم تا حدی مدیون استعداد هجومی بازیکنانی چون داوید ژینولا، لس فردیناند و آلن شیرری بود که در ۳۰ ژوئیه ۱۹۹۶ با مبلغ ۱۵ میلیون پوند که در آن زمان رکوردی جهانی بود به نیوکاسل پیوسته بود.
کیگان در ژانویه ۱۹۹۷ نیوکاسل را ترک کرد و کنی دالگلیش جایگزینش شد، با این حال فصل ۹۸–۱۹۹۷ با عملکردی ناموفق در جایگاه سیزدهم جدول لیگ تمام شد و علیرغم غلبه بر بارسلونا و تیم اول گروه دیناموکیف در سنت جیمز پارک و همچنین به تساوی کشاندن شکست ۲–۰ مقابل تیم والری لوبانوفسکی در اوکراین، نتوانستند از مرحله گروهی لیگ قهرمانان اروپا صعود کنند و فینال جام حذفی ۱۹۹۸ را به آرسنال باختند. دالگلیش در اوایل فصل بعد با رود گولیت جایگزین شد. رده سیزدهم در فصل بعد تکرار شد و در فینال ۱۹۹۹، جام حذفی بار دیگر از دست رفت. گولیت با اعضای تیم و رئیس باشگاه، فردی شپرد اختلاف پیدا کرد و تنها چهار هفته پس از آغاز فصل ۲۰۰۰–۱۹۹۹، در حالی که نیوکاسل در انتهای جدول بود بابی رابسون جایگزینش شد.

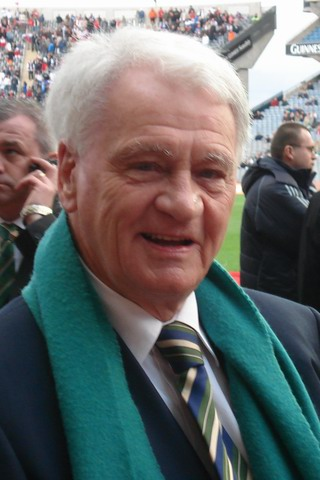
بابی رابسون برای پنج سال هدایت باشگاه را در دست داشت و در سال ۲۰۰۴ برکنار شد.

در طول فصل ۰۲–۲۰۰۱، نیوکاسل از مدعیان قهرمانی بود، اما نهایتاً سهمشان مقام چهارم شد که آنها را واجد شرایط حضور در لیگ قهرمانان اروپا کرد. نیوکاسلِ رابسون در فصل بعد، بار دیگر در مسیر قهرمانی بود و سرآخر در لیگ سوم شد و با ایستادن در رده دوم گروهش در لیگ قهرمانان اروپا، اولین تیمی شد که با وجود شکست در سه بازی اول خود، از مرحله گروهی صعود می‌کرد. نیوکاسل، فصل ۰۴–۲۰۰۳ را در در رده پنجم پایان داد و در همان مرحله مقدماتی از لیگ قهرمانان اروپا کنار رفت، اما با این وجود، رابسون در اوت ۲۰۰۴ به دنبال یک سری اختلافات با باشگاه اخراج شد.

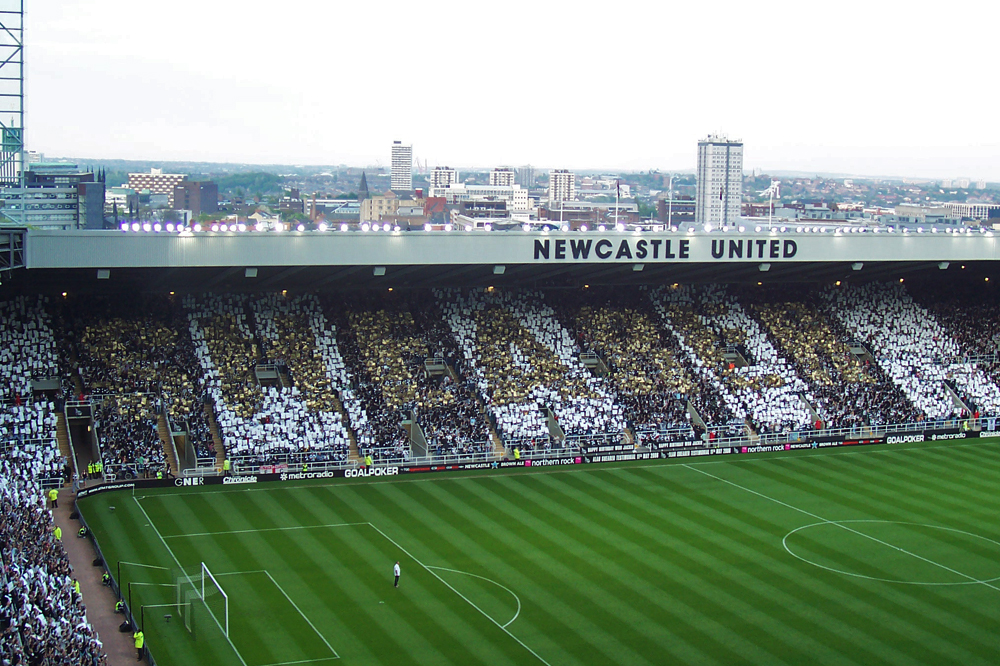
نمایش نام الن شیرر در طول بازی خداحافظی‌اش در مه ۲۰۰۶. رکورددار گلزنی نیوکاسل در آن ماه بازنشستگی‌اش را اعلام کرد.

با شروع فصل ۰۵–۲۰۰۴، گرایم سونس به عنوان سرمربی به خدمت گرفته شد. در زمان مربی، او با جذب مایکل اوون با مبلغ ۱۶٫۸ میلیون پوند، رکورد نقل و انتقالات باشگاه را شکست و تیمش را به مرحله یک‌چهارم نهایی از جام یوفا ۰۵–۲۰۰۴ رساند و آلن شیرر کفش طلای مسابقات را به دست آورد. اگرچه، شروع بد نیوکاسل در فصل ۰۶–۲۰۰۵، باعث اخراجش در فوریه ۲۰۰۶ شد. گلن رودر، ابتدا به صورت موقت سرپرستی تیم را بر عهده گرفت و در پایان فصل، به عنوان سرمربی دائم منصوب شد. در پایان فصل ۰۶–۲۰۰۵، شیرر به عنوان رکورددار گلزنی در باشگاه با ۲۰۶ گل، بازنشسته شد.
علیرغم اینکه فصل ۰۶–۲۰۰۵ را در رتبه هفتم به پایان رساندند، ورق برای رودر برگشت و با مصدومیت‌های وحشتناک بازیکنان اصلی در طول فصل ۰۷–۲۰۰۶، نیوکاسل را در رده سیزدهم تحویل داد و در ۶ مه ۲۰۰۷، با توافق طرفین باشگاه را ترک کرد. پس از فصل ۰۷–۲۰۰۶ و در دوران لیگ برتر، نیوکاسل یونایتد پنجمین باشگاه موفق از نظر کسب امتیازات بود. در ۱۵ مه ۲۰۰۷، سم الردایس آمد.

### ۲۰۲۱–۲۰۰۷: دوران مایک اشلی
در ۷ ژوئن، آخرین سهم‌های فردی شپرد در باشگاه به مایک اشلی فروخته شد و در ۲۵ ژوئیه کریس مورت به عنوان رئیس هیئت مدیره جایگزینش شد. سپس اشلی اعلام کرد که پس از تصاحب کامل، باشگاه را از بورس اوراق بهادار لندن حذف خواهد کرد. از ساعت ۸ صبح در ۱۸ ژوئیه ۲۰۰۷، رسماً عرضه سهام این باشگاه در بورس اوراق بهادار متوقف شد.
پس از شروعی بد در فصل ۰۸–۲۰۰۷، الردایس در ژانویه ۲۰۰۸ باشگاه را ترک کرد و کوین کیگان دوباره به نیوکاسل برگشت. در ژوئن، مورت از سمتش کناره‌گیری کرد و درک لامبیاس، یکی از همکاران قدیمی اشلی، جایگزین او شد. سهم نیوکاسل از جدول لیگ در فصل ۰۸–۲۰۰۷، جایگاه دوازدهم بود، اما با نزدیک شدن به پایان فصل، کیگان علناً هیئت مدیره را مورد انتقاد قرار داد و اظهار داشت که آنها حمایت مالی کافی برای تیم فراهم نکرده‌اند.
در سپتامبر ۲۰۰۸، کیگان از سمت خود استعفا داد و اظهار داشت: «به نظر من، مربی باید حق مدیریت تیمش را داشته باشد و باشگاه‌ها نباید بازیکنی را که مربی نمی‌خواهد به او تحمیل کنند». مربی سابق ویمبلدون، جو کینیر جانشین وی منصوب شد، اما به دلیل عمل جراحی قلبش، در فوریه ۲۰۰۹ آلن شیرر در غیاب او مربی موقت شد. تحت هدایت شیرر، نیوکاسل در انتهای فصل ۰۹–۲۰۰۸ به چمپیونشیپ سقوط کرد که پس از پیوستنشان به لیگ برتر در سال ۱۹۹۳، اولین سقوط باشگاه به دسته پائین‌تر بود.
پس از سقوط و در ژوئن ۲۰۰۹، باشگاه با قیمت پیشنهادی ۱۰۰ میلیون پوند برای فروش گذاشته شد. در این زمان، کریس هیوتن مربی موقت بود تا آنکه در ۲۷ اکتبر ۲۰۰۹، قراردادش دائمی شد. همان روز بود که اشلی اعلام کرد، دیگر قصد فروش باشگاه را ندارد.

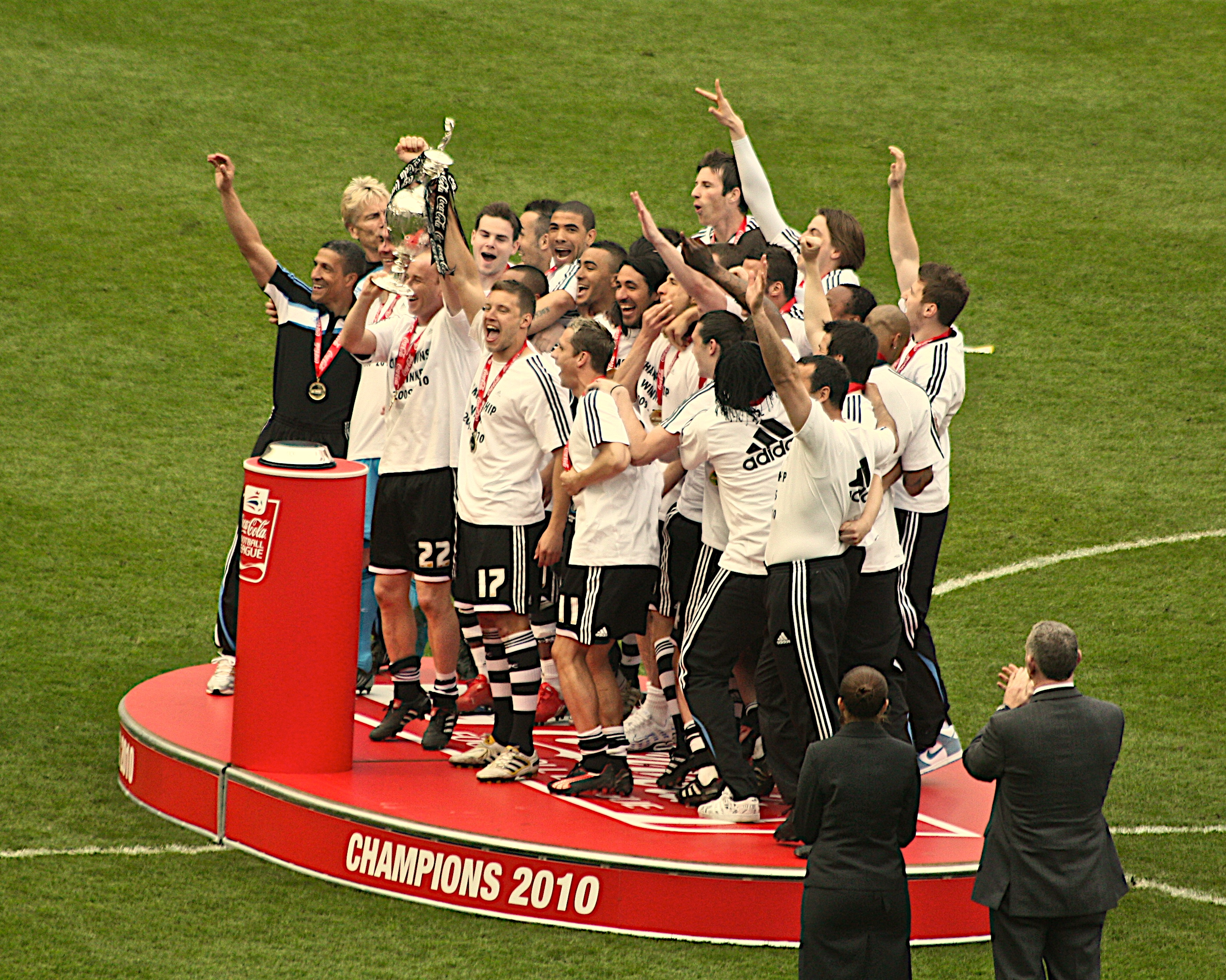
نیوکاسل با قهرمانی در چمپیونشیپ، بلافاصله به لیگ برتر بازگشت.

در ۵ آوریل ۲۰۱۰ با پنج بازی مانده تا پایان فصل، صعود نیوکاسل قطعی شد تا پس از تنها یک فصل جدایی، بار دیگر به لیگ برتر برسد. دو هفته بعد، هیوتن جشن قهرمانی چمپیونشیپ را به جشن صعودشان افزود.
نیوکاسل با هیوتون شروع قدرتمندی در فصل ۱۱–۲۰۱۰ داشت، اما در ۶ دسامبر ۲۰۱۰، او را برکنار کردند. هیئت‌مدیره باشگاه در این باره اعلام کرد که آنها احساس می‌کردند «به فردی با تجربه مربیگری بیشتر برای پیشبرد باشگاه نیاز است.» سه روز بعد، ضمن قراردادی پنج و نیم ساله، سکان هدایت را به آلن پاردو سپردند. با وجود برخی آشفتگی‌ها، نیوکاسل توانست فصل را در جایگاه دوازدهم به پایان برساند. از نکات برجسته آن فصل، تساوی ۴–۴ خانگی مقابل آرسنال بود آن هم‌زمانی که آرسنال با ۴ گل پیش افتاده بود و نیوکاسل با جبران هر چهار گل، حداقل امتیاز یک بازی را کسب کرد.
در فصل ۱۲–۲۰۱۱، شروعی موفقیت‌آمیز داشتند و با ۱۱ بازی متوالی بدون شکست، یکی از قوی‌ترین شروع‌های خود در یک فصل را ثبت کردند. در نهایت با کسب مقام پنجم به سهمیه لیگ اروپا برای فصل ۱۳–۲۰۱۲ دست یافتند که بالاترین رتبه آنها در لیگ از زمان بابی رابسون بود. علاوه بر آن، پاردیو هم جایزه مربی فصل لیگ برتر و هم جایزه بهترین مربی سال اتحادیه سرمربیان فوتبال لیگ انگلستان را به دست آورد.
فصل بعد، نیوکاسل خریدهای کمی در تابستان انجام داد و در طول فصل چندین بازیکن مصدوم داشت. در نتیجه، نیم فصل اول با ۱۰ باخت در ۱۳ بازی سپری شد و باشگاه تا نزدیکی منطقه سقوط. در رقابت‌های لیگ اروپا تا مرحله یک‌چهارم نهایی صعود کردند، اما نهایتاً تسلیم فینالیست نهایی، بنفیکا شدند. در لیگ داخلی، نیوکاسل تا آخرین هفته با خطر سقوط دست و پنجه نرم می‌کرد و پس از پیروزی ۲–۱ در بازی ماقبل آخر فصل مقابل کوئینز پارک رنجرز که قبلاً سقوطش قطعی شده بود، در لیگ ماندگار شدند.

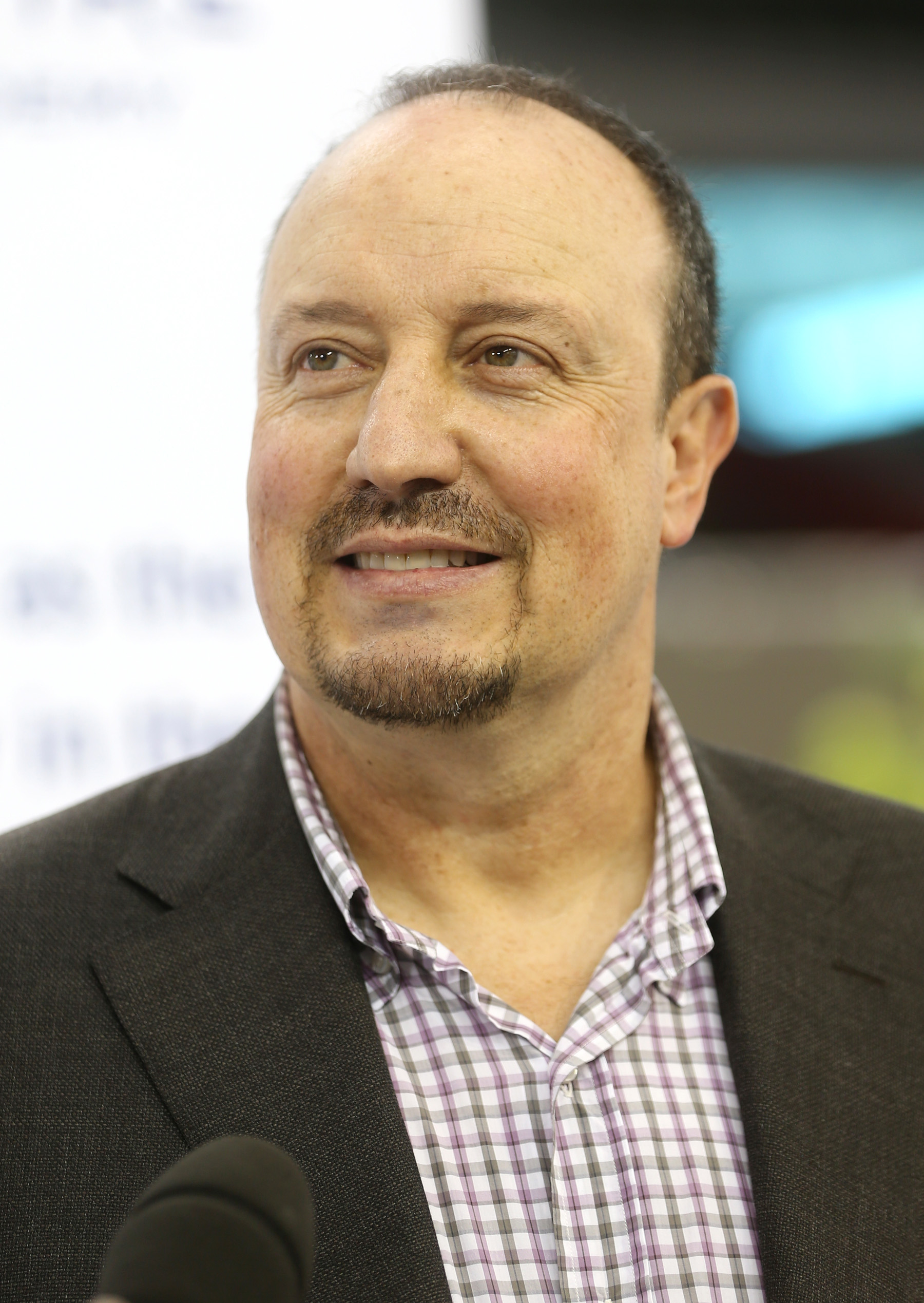
رافائل بنیتز در فاصله مارس ۲۰۱۶ تا ژوئن ۲۰۱۹ مربی باشگاه بود.

در آغاز فصل ۱۵–۲۰۱۴، نیوکاسل نتوانست هیچ‌یک از هفت بازی اولش را با پیروزی پشت سر بگذارد، متعاقباً هواداران کمپینی برای اخراج پاردو از سرمربیگری آغاز کردند، اما یک تغییر در فرم آنها را تا رده پنجم جدول بالا برد. پاردو در دسامبر به کریستال پالاس رفت و از ۲۶ ژانویه ۲۰۱۵ تا پایان فصل، دستیارش جان کارور هدایت تیم را برعهده گرفت اما نیوکاسل به سقوط نزدیک شد و تنها با پیروزی ۲–۰ خانگی مقابل وستهام در هفته پایانی، نجات پیدا کرد. گل دوم تیم را در این بازی، خوناز گوتیرس به ثمر رساند که در اوایل فصل سرطان بیضه را شکست داده بود.
در ۹ ژوئن ۲۰۱۵، کارور اخراج و روز بعد استیو مک‌کلارن جایگزینش شد. دوران مک‌کلارن تنها ۹ ماه دوام آورد، در حالی که نیوکاسل زیر نظر او در جایگاه نوزدهم لیگ قرار گرفت و از ۲۸ بازی در لیگ تنها ۶ پیروزی به دست آورده بود. رافائل بنیتث اسپانیایی در همان روز با قراردادی سه ساله جایگزینش شد، اما نتوانست مانع از دومین سقوط باشگاه تحت مالکیت اشلی شود.
نیوکاسل در همان اولین تلاش به لیگ برتر بازگشت و قهرمانی چمپیونشیپ را در ۷ می ۲۰۱۷ با پیروزی ۳–۰ مقابل بارنزلی به دست آورد. در ۱۶ اکتبر ۲۰۱۷، مایک اشلی برای دومین بار نیوکاسل را برای فروش قرار داد. فصل ۱۸–۲۰۱۷ برای نیوکاسل با پیروزی ۳–۰ مقابل چلسی، قهرمان فصل قبل و در رده دهم لیگ به پایان رسید که بالاترین امتیاز آنها در چهار سال گذشته بود. علیرغم اینکه تا ژانویه در منطقه سقوط قرار داشتند، اما فصل بعد نهایتاً در رتبه سیزدهم تمام شد. در نتیجه، اشلی به دلیل عدم سرمایه‌گذاری در تیم و تمرکز بر سایر کسب‌وکارها تحت تحقیق فزاینده‌ای قرار گرفت. در ۳۰ ژوئن ۲۰۱۹، بنیتس با رد درخواست تمدید قرارداد، سمت خود را ترک کرد.
در ۱۷ ژوئیه ۲۰۱۹، استیو بروس، مربی سابق ساندرلند با قراردادی سه ساله به عنوان سرمربی منصوب شد. دو فصل اول حضور بروس با رتبه‌های سیزدهم و دوازدهم به پایان رسید، دو فصلی که تحت تأثیر همه‌گیری کووید-۱۹ قرار گرفته بود.

### حال–۲۰۲۱: مالکیت سعودی
در ۷ اکتبر ۲۰۲۱، پس از ۱۴ سال مالکیت، اشلی باشگاه را به مبلغ ۳۰۵ میلیون پوند به کنسرسیومی جدید فروخت و نیوکاسل را ثروتمندترین باشگاه فوتبال جهان کرد. کنسرسیومی از صندوق سرمایه‌گذاری عمومی عربستان سعودی، آر. بی اسپورتس و مدیا و پی‌سی‌پی کپیتال پارتنرز تشکیل شده بود. در ۲۰ اکتبر ۲۰۲۱، بروس پس از دریافت مبلغی که ۸ میلیون پوند گزارش شده، سمتش را با رضایت دوجانبه ترک کرد. چند هفته بعد در ۸ نوامبر ۲۰۲۱، ادی هوو جانشین بروس شد.

## مالکیت

### مالکیت سعودی
در آوریل ۲۰۲۰، اعلام شد که کنسرسیومی متشکل از صندوق سرمایه‌گذاری عمومی عربستان سعودی، آر. بی اسپُرتس و مدیا و پی‌سی‌پی کپیتال پارتنرز در حال نهایی کردن پیشنهادشان برای خرید نیوکاسل هستند. این فروش احتمالی، نگرانی‌ها و انتقادهایی را برانگیخت و استدلال شد که خرید باشگاه در حقیقت با هدف پاک کردن سوابق حقوق بشری عربستان و همچنین دزدی مداوم پخش مسابقات ورزشی در منطقه به واسطه ورزش است.
در ماه مه ۲۰۲۰، دو نماینده محافظه‌کار از دولت خواستند تا جوانب این معامله را بررسی کند، کارل مک‌کارتنی خواستار جلوگیری از فروش باشگاه شد و گیلز واتلینگ از وزارت دیجیتال، فرهنگ، رسانه و ورزش، خواستار آن شد تا جلسه‌ای در ارتباط با نقض حق پخش مسابقات ورزشی در عربستان سعودی برگزار شود. در ماه مه ۲۰۲۰، گاردین گزارش داد که لیگ برتر به گزارشی از سازمان تجارت جهانی دست یافته که حاوی مدارکی بود مبنی بر اینکه اتباع سعودی از پخش‌کننده غیرقانونی بی‌اوت‌کیو حمایت کرده‌اند که از زمان بحران دیپلماتیک قطر، شبکه‌های بی‌این اِسپُرتس را در منطقه اجرا می‌کند. در ژوئن ۲۰۲۰، گاردین گزارش داد، ریچارد مسترز که در مقابل دپارتمان دیجیتال، فرهنگ، رسانه و ورزش حضور داشت، اشاره کرده‌است که احتمالا نیوکاسل یونایتد به فروش خواهد رسید. با این حال، نمایندگان مجلس هشدار دادند که با توجه به سوابق عربستان سعودی در پخش غیرقانونی و نقض حقوق بشر، تملک باشگاه به دست کنسرسیوم این کشور، «تحقیرآمیز» خواهد بود.

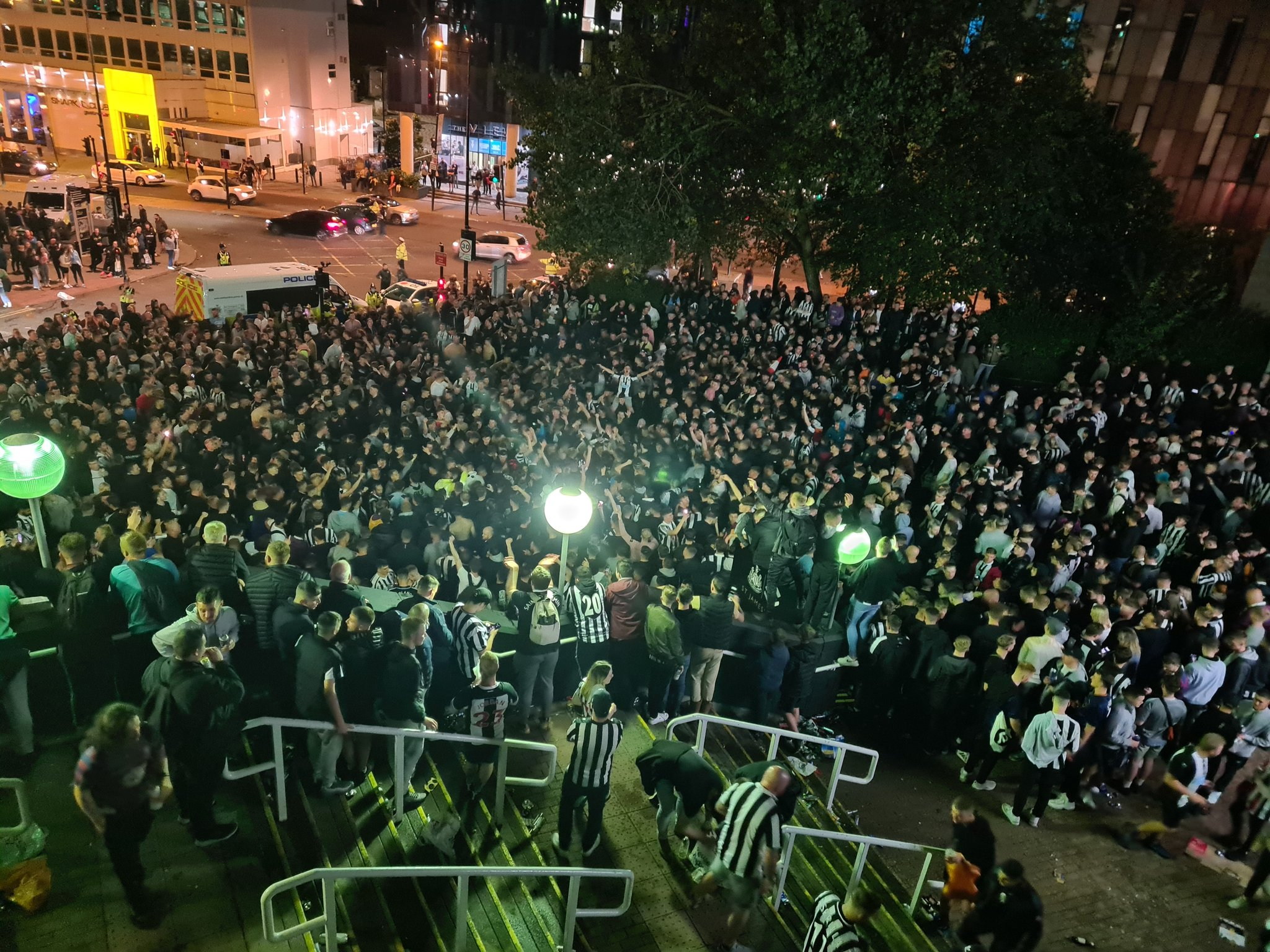
تصویری از تلویزیون هواداران نیوکاسل، که هزاران نفر از طرفداران نیوکاسل را نشان می‌دهد که در حال جشن گرفتن ورود مالکین جدید، خارج از سنت جیمز پارک در ۷ اکتبر ۲۰۲۱ هستند

در ژوئیه ۲۰۲۰، گاردین گزارش داد که تصمیم عربستان سعودی برای ممنوعیت فعالیت بی‌این اسپرتس در این کشور، تصاحب نیوکاسل یونایتد را پیچیده‌تر کرده‌است. در ۳۰ ژوئیه ۲۰۲۰، عربستان سعودی خروج خود را از قرارداد خرید نیوکاسل اعلام کرد و گفت: «با قدردانی عمیق از جامعه نیوکاسل و درک اهمیت باشگاه فوتبال آن، تصمیم گرفتیم از علاقه خود برای خرید باشگاه فوتبال نیوکاسل یونایتد صرف نظر کنیم». همچنین این گروه اظهار داشت که «فرایند طولانی» عامل اصلی کناره‌گیری آنها بوده‌است.
انصراف خریداران احتمالی باشگاه، انتقاد گسترده طرفداران نیوکاسل را در پی داشت و نماینده شهر نیوکاسل، چی اونوراه، لیگ برتر را متهم کرد که با هواداران باشگاه رفتاری «تحقیرآمیز» داشته و متعاقباً با نوشتن نامه‌ای به ریچارد مسترز، خواستار توضیح در این‌باره شد.
با وجود کناره‌گیری کنسرسیوم، بحث‌ها بر سر ماجرای خرید باشگاه ادامه داشت. در ۹ سپتامبر ۲۰۲۰، نیوکاسل یونایتد بیانیه‌ای منتشر کرد و ضمن آن مدعی شد که لیگ برتر رسماً مانع از تصاحب کنسرسیوم شده‌است و مسترز و هیئت مدیره لیگ برتر را به «[عدم] عملکرد مناسب در رابطه با [تصاحب]» متهم کرد و در عین حال اعلام شد که باشگاه هر گونه اقدام قانونی را در این رابطه مورد بررسی قرار خواهد داد. لیگ برتر در بیانیه‌ای که روز بعد منتشر شد، قویا این موضوع را تکذیب و «تعجب» و «ناامیدی» خود را از بیانیه نیوکاسل ابراز کرد.
در ۷ اکتبر ۲۰۲۱، صندوق سرمایه‌گذاری عمومی سلطنتی عربستان سعودی که زیر نظر محمد بن سلمان اداره می‌شود، پی‌سی‌پی کپیتال پارتنرز و آر. بی اسپُرتس و مدیا به‌طور رسمی تکمیل فرایند خرید نیوکاسل یونایتد را تأیید کردند.

## بازیکنان

### ترکیب تیم نخست
تا تاریخ ۳۰ ژانویه ۲۰۲۵
| شماره |              | پست       | بازیکن                    |
| ----- | ------------ | --------- | ------------------------- |
| ۱     | اسلواکی      | دروازه‌بان | مارتین دوبراوکا           |
| ۲     | انگلستان     | مدافع     | کیرن تریپیر (کاپیتان دوم) |
| ۴     | هلند         | مدافع     | سون بوتمن                 |
| ۵     | سوئیس        | مدافع     | فابیان شار                |
| ۶     | انگلستان     | مدافع     | جمال لسلز (کاپیتان سوم)   |
| ۷     | برزیل        | هافبک     | جوئلینتون                 |
| ۸     | ایتالیا      | هافبک     | ساندرو تونالی             |
| ۹     | انگلستان     | مهاجم     | کالوم ویلسون              |
| ۱۰    | انگلستان     | هافبک     | آنتونی گوردون             |
| ۱۱    | انگلستان     | هافبک     | هاروی بارنز               |
| ۱۲    | ایرلند شمالی | مدافع     | جمال لویس                 |
| ۱۳    | انگلستان     | مدافع     | مت تارگت                  |
| ۱۴    | سوئد         | مهاجم     | الکساندر ایساک            |
| ۱۷    | سوئد         | مدافع     | امیل کرفت                 |

| شماره |          | پست       | بازیکن                   |
| ----- | -------- | --------- | ------------------------ |
| ۱۸    | دانمارک  | مهاجم     | ویلیام اوسولا            |
| ۱۹    | یونان    | دروازه‌بان | اودیسیاس ولاخودیموش      |
| ۲۰    | انگلستان | مدافع     | لوئیس هال                |
| ۲۱    | انگلستان | مدافع     | تینو لیورامنتو           |
| ۲۲    | انگلستان | دروازه‌بان | نیک پوپ                  |
| ۲۳    | انگلستان | هافبک     | جیکوب مورفی              |
| ۲۶    | انگلستان | دروازه‌بان | جان رودی                 |
| ۲۸    | انگلستان | هافبک     | جو ویلک                  |
| ۲۹    | انگلستان | دروازه‌بان | مارک گیلسپی              |
| ۳۳    | انگلستان | مدافع     | دن برن                   |
| ۳۶    | انگلستان | هافبک     | شان لانگستف              |
| ۳۹    | برزیل    | هافبک     | برونو گیمارائش (کاپیتان) |
| ۶۷    | انگلستان | هافبک     | لوئیس مایلی              |
| ۷۵    | انگلستان | هافبک     | Trevan Sanusi            |

## عملکرد فصل به فصل
| نتایج داخلی و بین‌المللی نیوکاسل یونایتد | نتایج داخلی و بین‌المللی نیوکاسل یونایتد | نتایج داخلی و بین‌المللی نیوکاسل یونایتد | نتایج داخلی و بین‌المللی نیوکاسل یونایتد | نتایج داخلی و بین‌المللی نیوکاسل یونایتد | نتایج داخلی و بین‌المللی نیوکاسل یونایتد | نتایج داخلی و بین‌المللی نیوکاسل یونایتد | نتایج داخلی و بین‌المللی نیوکاسل یونایتد | نتایج داخلی و بین‌المللی نیوکاسل یونایتد | نتایج داخلی و بین‌المللی نیوکاسل یونایتد | نتایج داخلی و بین‌المللی نیوکاسل یونایتد | نتایج داخلی و بین‌المللی نیوکاسل یونایتد | نتایج داخلی و بین‌المللی نیوکاسل یونایتد | نتایج داخلی و بین‌المللی نیوکاسل یونایتد | نتایج داخلی و بین‌المللی نیوکاسل یونایتد | نتایج داخلی و بین‌المللی نیوکاسل یونایتد | نتایج داخلی و بین‌المللی نیوکاسل یونایتد |
| فصل                                     | لیگ                                     | لیگ                                     | لیگ                                     | لیگ                                     | لیگ                                     | لیگ                                     | لیگ                                     | لیگ                                     | لیگ                                     | حذفی                                    | اتحادیه                                 | خیریه                                   | اروپایی                                 | گلزنان برتر                             | گلزنان برتر                             |                                         |
| فصل                                     | دسته                                    | بازی                                    | پ.                                      | ت.                                      | ش.                                      | گ.ز.                                    | گ.خ.                                    | امتیاز                                  | رتبه                                    | حذفی                                    | اتحادیه                                 | خیریه                                   | اروپایی                                 | بازیکن(ان)                              | گل(ها)                                  |                                         |
| --------------------------------------- | --------------------------------------- | --------------------------------------- | --------------------------------------- | --------------------------------------- | --------------------------------------- | --------------------------------------- | --------------------------------------- | --------------------------------------- | --------------------------------------- | --------------------------------------- | --------------------------------------- | --------------------------------------- | --------------------------------------- | --------------------------------------- | --------------------------------------- | --------------------------------------- |
| ۱۱–۲۰۱۰                                 | لیگ برتر(سطح ۱)                         | ۳۸                                      | ۱۱                                      | ۱۳                                      | ۱۴                                      | ۵۶                                      | ۵۷                                      | ۴۶                                      | ۱۲ام                                    | دور ۳                                   | دور ۴                                   |                                         |                                         | کوین نولان                              | ۱۲                                      |                                         |
| ۱۲–۲۰۱۱                                 | لیگ برتر(سطح ۱)                         | ۳۸                                      | ۱۹                                      | ۸                                       | ۱۱                                      | ۵۶                                      | ۵۱                                      | ۶۵                                      | ۵ام                                     | دور ۴                                   | دور ۴                                   |                                         |                                         | دمبا با                                 | ۱۶                                      |                                         |
| ۱۳–۲۰۱۲                                 | لیگ برتر(سطح ۱)                         | ۳۸                                      | ۱۱                                      | ۸                                       | ۱۹                                      | ۴۵                                      | ۶۸                                      | ۴۱                                      | ۱۶ام                                    | دور ۳                                   | دور ۳                                   |                                         | لیگ اروپا – م. ۱/۴                      | دمبا با                                 | ۱۳                                      |                                         |
| ۱۴–۲۰۱۳                                 | لیگ برتر(سطح ۱)                         | ۳۸                                      | ۱۵                                      | ۴                                       | ۱۹                                      | ۴۳                                      | ۵۹                                      | ۴۹                                      | ۱۰ام                                    | دور ۳                                   | دور ۴                                   |                                         |                                         | لوییک رمی                               | ۱۴                                      |                                         |
| ۱۵–۲۰۱۴                                 | لیگ برتر(سطح ۱)                         | ۳۸                                      | ۱۰                                      | ۹                                       | ۱۹                                      | ۴۰                                      | ۶۳                                      | ۳۹                                      | ۱۵ام                                    | دور ۳                                   | م. ۱/۴                                  |                                         |                                         | پاپیس سیسه                              | ۱۱                                      |                                         |
| ۱۶–۲۰۱۵                                 | لیگ برتر(سطح ۱)                         | ۳۸                                      | ۹                                       | ۱۰                                      | ۱۹                                      | ۴۴                                      | ۶۵                                      | ۳۷                                      | ۱۸ام                                    | دور ۳                                   | دور ۳                                   |                                         |                                         | جورجینیو واینالدوم                      | ۱۱                                      |                                         |
| ۱۷–۲۰۱۶                                 | چمپیونشیپ(سطح ۲)                        | ۴۶                                      | ۲۹                                      | ۷                                       | ۱۳                                      | ۸۵                                      | ۴۰                                      | ۹۴                                      | اول                                     | دور ۴                                   | م. ۱/۴                                  |                                         |                                         | دوایت گیل                               | ۲۳                                      |                                         |
| ۱۸–۲۰۱۷                                 | لیگ برتر(سطح ۱)                         | ۳۸                                      | ۱۲                                      | ۸                                       | ۱۸                                      | ۳۹                                      | ۴۷                                      | ۴۴                                      | ۱۰ام                                    | دور ۴                                   | دور ۲                                   |                                         |                                         | آیوثه پرث                               | ۱۰                                      |                                         |
| ۱۹–۲۰۱۸                                 | لیگ برتر(سطح ۱)                         | ۳۸                                      | ۱۲                                      | ۹                                       | ۱۷                                      | ۴۲                                      | ۴۸                                      | ۴۵                                      | ۱۳ام                                    | دور ۴                                   | دور ۲                                   |                                         |                                         | آیوثه پرث                               | ۱۳                                      |                                         |
| ۲۰–۲۰۱۹                                 | لیگ برتر(سطح ۱)                         | ۳۸                                      | ۱۱                                      | ۱۱                                      | ۱۶                                      | ۳۸                                      | ۵۸                                      | ۴۴                                      | ۱۳ام                                    | م. ۱/۴                                  | دور ۲                                   |                                         |                                         | میگل المیرون                            | ۸                                       |                                         |
| ۲۱–۲۰۲۰                                 | لیگ برتر(سطح ۱)                         | ۳۸                                      | ۱۲                                      | ۹                                       | ۱۷                                      | ۴۶                                      | ۶۲                                      | ۴۵                                      | ۱۲ام                                    | دور ۳                                   | م. ۱/۴                                  |                                         |                                         | کالوم ویلسون                            | ۱۲                                      |                                         |
| ۲۲–۲۰۲۱                                 | لیگ برتر(سطح ۱)                         | ۳۸                                      | ۱۳                                      | ۱۰                                      | ۱۵                                      | ۴۴                                      | ۶۲                                      | ۴۹                                      | ۱۱ام                                    | دور ۳                                   | دور ۲                                   |                                         |                                         | کالوم ویلسون                            | ۸                                       |                                         |

### مجموع
- تعداد فصل‌ها در سطح اول از سیستم فوتبال انگلستان: ۹۱
- تعداد فصل‌ها در سطح دوم از سیستم فوتبال انگلستان: ۲۹

....

## افتخارات
| افتخارات                     | افتخارات                                                  | افتخارات                                                           |
| رقابت                        | قهرمانی                                                   | نائب‌قهرمانی                                                        |
| رقابت‌های داخلی               | رقابت‌های داخلی                                            | رقابت‌های داخلی                                                     |
| ---------------------------- | --------------------------------------------------------- | ------------------------------------------------------------------ |
| دسته اول                     | (۴): ۰۵–۱۹۰۴، ۰۷–۱۹۰۶، ۰۹–۱۹۰۸، ۲۷–۱۹۲۶                   | ---                                                                |
| لیگ برتر                     | ---                                                       | (۲): ۹۶–۱۹۹۵، ۹۷–۱۹۹۶                                              |
| دسته دوم/چمپیونشیپ           | (۴): ۶۵–۱۹۶۴، ۹۳–۱۹۹۲، ۱۰–۲۰۰۹، ۱۷–۲۰۱۶                   | ---                                                                |
| جام حذفی                     | (۶): ۱۰–۱۹۰۹، ۲۴–۱۹۲۳، ۳۲–۱۹۳۱، ۵۱–۱۹۵۰، ۵۲–۱۹۵۱، ۵۵–۱۹۵۴ | (۷): ۰۵–۱۹۰۴، ۰۶–۱۹۰۵، ۰۸–۱۹۰۷، ۱۱–۱۹۱۰، ۷۴–۱۹۷۳، ۹۸–۱۹۹۷، ۹۹–۱۹۹۸ |
| جام اتحادیه                  | (۱): ۲۰۲۴-۲۵                                              | (۲): ۷۶–۱۹۷۵، ۲۳–۲۰۲۲                                              |
| رقابت‌های اروپایی و بین‌المللی |                                                           |                                                                    |
| فیرز کاپ                     | (۱): ۶۹–۱۹۶۸                                              | ---                                                                |
| جام اینترتوتو                | (۱): ۲۰۰۶                                                 | ---                                                                |
| دیگر افتخارات                |                                                           |                                                                    |
| جام تکساکو                   | (۲): ۷۴–۱۹۷۳، ۷۵–۱۹۷۴                                     | ---                                                                |
| جام انگلو-ایتالین            | (۱): ۱۹۷۳                                                 | ---                                                                |

آلن شیرر اسطوره باشگاه نیوکاسل، طی ۳۰۳ بازی برای این باشگاه توانست ۱۴۸ گل به ثمر برساند. رکورد او با ۲۶۰ گل طی سال‌های ۱۹۹۲ تا ۲۰۰۶ در لیگ برتر است که نزدیک‌ترین تعقیب کننده‌اش وین رونی با ۲۰۸ گل است.

## یادداشت
1. ↑  این گزارش، ماه بعد به‌طور عمومی منتشر شد.

## واژه‌نامه
1. ↑  Tyne Association
2. ↑  Rosewood F.C.
3. ↑  Newcastle F.C.
4. ↑  Newcastle Rangers
5. ↑  Newcastle City
6. ↑  City of Newcastle
7. 1 2 3  RB Sports & Media
8. 1 2 3  PCP Capital Partners
9. ↑  beoutQ
10. ↑  beIN Sports